# Gerry Goffin
Gerald „Gerry“ Goffin (* 11. Februar 1939 in New York City; † 19. Juni 2014 in Los Angeles) war ein US-amerikanischer Liedtexter und Popsänger des Brill Buildings in Manhattan, der seine erfolgreichste Zeit in den 1960er-Jahren hatte. Er bildete mit seiner Frau Carole King ein erfolgreiches Songwriter-Duo. 

## Leben und Werk
Goffin wurde 1939 im New Yorker Stadtbezirk Brooklyn geboren. In seiner Jugend half er seinem jüdischen Großvater aus, der als Kürschner arbeitete. Er wuchs im Stadtbezirk Queens auf, wo er schon früh Songtexte zu schreiben begann. 1958 lernte er auf dem College Carole King kennen, die er später heiratete und mit der er zwei Töchter bekam. Das Paar schloss sich zu einem Songwriter-Duo zusammen. Neben Up on the Roof und (You Make Me Feel Like) A Natural Woman schrieben sie gemeinsam die vier Nummer-eins-Hits Will You Love Me Tomorrow für die Shirelles, Take Good Care of My Baby für Bobby Vee (beide 1961), The Loco-Motion für Little Eva (1962) und Go Away Little Girl für Steve Lawrence (1963). Als Carole King in den 1970er-Jahren eine Solokarriere begann, beendete das sowohl die private als auch die berufliche Partnerschaft der beiden.
Goffin veröffentlichte 1973 mit It Ain’t Exactly Entertainment ein Soloalbum, doch sein Hauptaugenmerk konzentrierte sich weiterhin auf das Schreiben von Liedtexten. 1976 wurde er für Diana Ross’ Nummer-eins-Hit Theme from Mahogany (Do You Know Where You’re Going To), den er zusammen mit Michael Masser geschrieben hatte, für einen Oscar nominiert. Mit Whitney Houstons Saving All My Love for You erreichte 1985 eine weitere Goffin/Masser-Komposition die Spitze der Charts. 1990 wurde Goffin zusammen mit King in der Non-Performers-Kategorie in die Rock and Roll Hall of Fame aufgenommen. Mit Back Room Blood erschien 1996 sein zweites Solo-Album. 
Goffin war in zweiter Ehe verheiratet und bekam mit seiner Ehefrau drei weitere Kinder. Er starb im Juni 2014 im Alter von 75 Jahren in Los Angeles. 2015 listete der Rolling Stone Goffin und King auf Rang sieben einer Liste namens 100 größten Songwriter aller Zeiten.